# Centro de la Diversidad Agrícola y Forestal del Fenal
El Centro de la Diversidad Agrícola y Forestal del Fenal ya no está activo. Actualmente es una finca privada.

## Localización
Se encuentra en la finca de El Fenal situada en el municipio de Muelas de los Caballeros, provincia de Zamora, en la comunidad autónoma de Castilla y León, España. 

## Historia
Inaugurado el 17 de julio de 2006, su creación ha sido posible gracias al programa de desarrollo europeo 'Leader Plus' que gestiona el grupo Adisac-La Voz. Posteriormente, la diputación cerró el proyecto.

## Colecciones
En este recinto de unos 12 000 metros cuadrados de extensión se albergan unas 500 especies vegetales, con 280 géneros y 70 familias de plantas forestales, silvestres y de cultivo. 
Entre sus árboles centenarios son de destacar un Abies pinsapo, una araucaria, ocho ejemplares de secuoyas gigantes, un cedro del Líbano.
Entre sus plantas de interés económico son de destacar sus 90 variedades de judías, de las que 70 de ellas se han ensayado en los huertos del Fenal con buenos resultados. 

## Actividades
A pesar de ser una finca particular, se han permitido las visitas, lo que ha supuesto un deterioro del enclave. Por lo tanto, se ruega el máximo respeto al entorno para no contribuir a este deterioro. Para lograr el mínimo deterioro es importante no salirse de los senderos marcados y respetar la vegetación.